# تلسکوپ خورشیدی

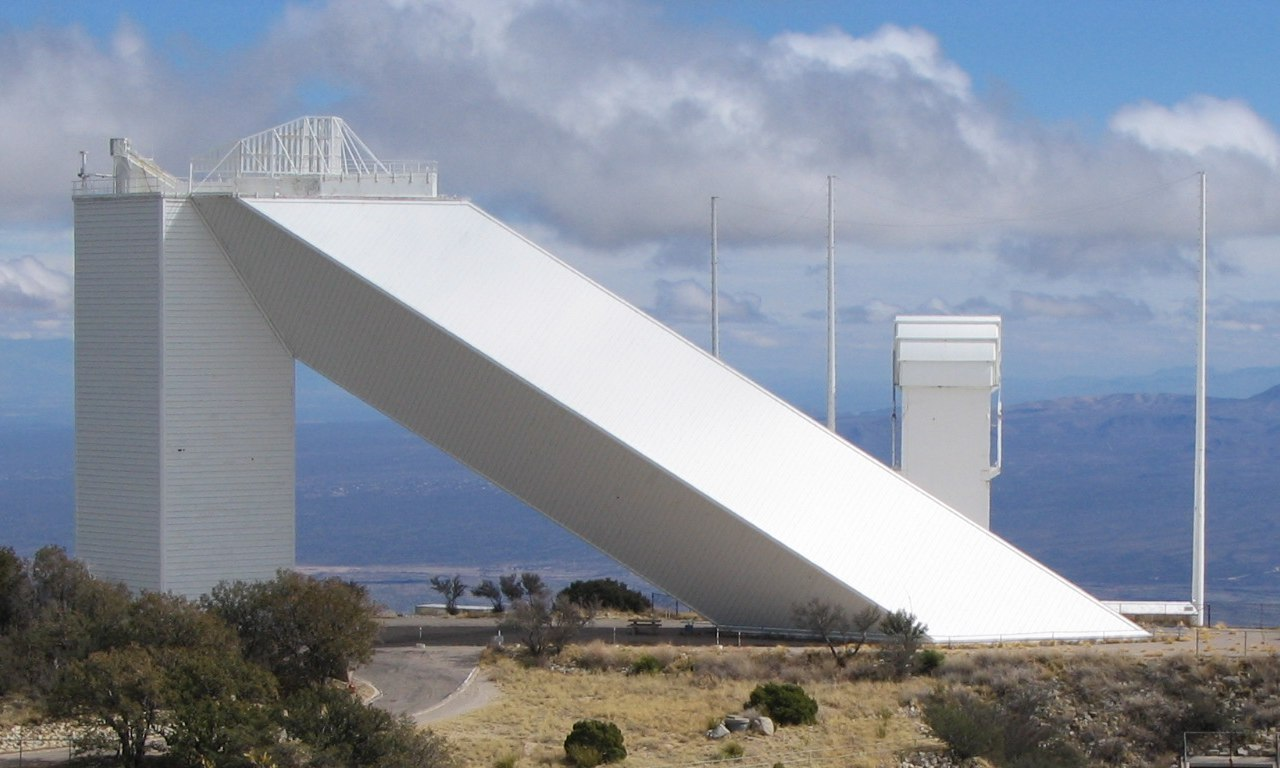
تلسكوب خورشيدى

تلسکوپ خورشیدی تلسکوپی ویژه است که برای مشاهدهٔ خورشید ساخته شده است. این گونه تلسکوپ‌ها بیشتر طول موج‌هایی را می‌بینند که در بازهٔ طیف مرئی است یا بیرون از این بازه است اما خیلی دور نیست. نام‌های دیگر این تلسکوپ هلیوگراف و فوتوهلیوگراف است که امروزه دیگر بکار نمی‌رود.